# Baigong-rören
Vid foten av ett 60 meter högt berget Baigongshan (白宫山), vid den karga Qaidam-dalen på den Tibetanska högplatån i Qinghai vid gränsen till Tibet och Xinjiang, har ett antal underliga järnrör uppmärksammats; då ingen vet vem som tillverkat dem. Rören - om de nu är sådana och inte bara naturliga formationer vilket är en annan förklaring som ligger nära till hands - som undersöktes av professionella kinesiska forskare i juni 2002, centreras främst kring de tre grottor som sträcker sig in i berget, och till en närliggande saltvattensjö vid namn Toson.

## Beskrivning av rör & fyndplatser
Berget i vilket grottorna befinner sig är pyramidformat och ligger 40 kilometer sydväst om staden Delingha. Endast den mellersta grottan, vars golv befinner sig 2 meter över markytan och har ett djup på sex meter, har dock förblivit oraserad. Längst in i grottans tak sticker ett rör på 40 centimeter i diameter ut. Ett rör med samma proportioner som det övre sticker även upp från golvet i samma grotta. Vid grottans öppning finns ännu fler rör (med en diameter mellan 10 och 40 centimeter); som går rakt in i berget. Grottorna i sig har ett väldigt udda utseende, med triangulära öppningar, ljusa, mjukt formade väggar med stänk av rosa, och golv täckt av vit sand.
Åttio meter norr om berget ligger tvilling-sjöarna; en med saltvatten och en med sötvatten. Den salta Toson-sjöns strand pryds av utspridda järnrör av samma typ som i grottan - fast med en diameter på mellan 2 och 4,5 centimeter. Även i själva sjön finns det rör; vissa sticker upp ovanför vattenytan, medan andra täcks av vattnet. Enligt Qin Jianwen, ordförande för Delingha-distriktet, genomfördes en analys av rören som visade att de till 30 % består av järnoxid med en stor mängd kiseldioxid, kalciumoxid, och till 8 % av ett ämne man inte kunnat identifiera.

## Området
Qaidam-dalen ligger mellan Altunbergen i norr, och Kunlunbergen i söder. Den nedsjunkna dalen/bassängen sträcker sig 850 km Öst-väst, och 300 km Nord-Syd. Dalens mitt är bland de torraste platserna i hela Kina, då området aldrig nås av några monsunregn. Området kring grottorna och Tosonsjön är väldigt kargt, kallt och torrt; få växter klarar av att växa, och det finns inga mänskliga bosättningar, bortsett från några få förbipasserande nomader. Dalen omges av höga berg, och så det inte finns någon flod som leder ut till havet så samlas alla mineraler och salter i dalen, som då präglas av salthet; Qaidam betyder just salt på mongoliska. Luften på den höga höjden är tunn, vilket gör platsen lämplig för astronomiska undersökningar; detta har lett till en idé om att rören på något vis använts i astronomiska mätningar, även om den allra mest populära (konspirations)teorin är kopplad till utomjordiskt liv. Qaidamplatån har varit populärt hos paleontologer då området är väldigt rikt på fossil upp till 24 till 16 miljoner år gamla.